# Tetropium opacum
Tetropium opacum är en skalbaggsart som beskrevs av Franz 1955. Tetropium opacum ingår i släktet Tetropium och familjen långhorningar.
Artens utbredningsområde är Guatemala. Inga underarter finns listade i Catalogue of Life.